# Almoster (Espanha)
Almoster é um município da Espanha, na comarca do Baix Camp, província de Tarragona, comunidade autónoma da Catalunha. Tem 5,95 km² de área e em 2021 tinha 1 322 habitantes (densidade: 222,2 hab./km²). Limita com os municípios de Reus, L'Aleixar, Castellvell del Camp e La Selva del Camp.